# È arrivata mia figlia!
È arrivata mia figlia! (Que Horas Ela Volta?) è un film del 2015 diretto da Anna Muylaert. La pellicola è stata presentata al Sundance Film Festival e alla Berlinale, dove ha ricevuto il Premio del Pubblico. 

## Trama
Trasferitasi a San Paolo, presso una famiglia dove sua madre lavora come domestica, una ragazza si ribella a tutte le abitudini che regolano il rapporto tra lavoro e servitù.